# Hibiscadelphus woodii
Hibiscadelphus woodii é uma espécie extinta de angiospérmica da família das Malvaceae.
Apenas podia ser encontrada no Havai, Estados Unidos da América.
Ameaçada por perda de habitat, os últimos exemplares foram observados em 2011.